# Joseph Stella
Joseph Stella, född den 13 juni 1877 i Muro Lucano, Italien, död den 5 november 1946 i New York, var en amerikansk målare.

## Biografi
Frank Stella emigrerade till USA 1902 och studerade vid Art Students’ League i New York och vid New York School of Art. Han livnärde sig först som illustratör och tecknade bland annat motiv från stålverket i Pittsburgh. Åren 1909–1912 tillbringade han i Italien och Frankrike, där han kom i kontakt med ledande futurister och kubister. Tillsammans med Max Weber blev han tidigt känd som en ledande futurist i staterna. Han utförde bilder av industriella stadsmotiv från New York; ett favoritmotiv var Brooklyn Bridge. Stella var 1913 företrädd på den internationella modernistutställningen Armory Show i New York. Han förknippas också med den amerikanska dadaismen, då en svartvit reproduktion av hans målning Battle of Lights, Coney Island, Mardi Gras trycktes i andra numret av The Blind Man i maj 1917. Efter första världskriget och under mellankrigstiden var han en av de konstnärer som utvecklade en specifik amerikansk realism kallad precisionism.

## Galleri

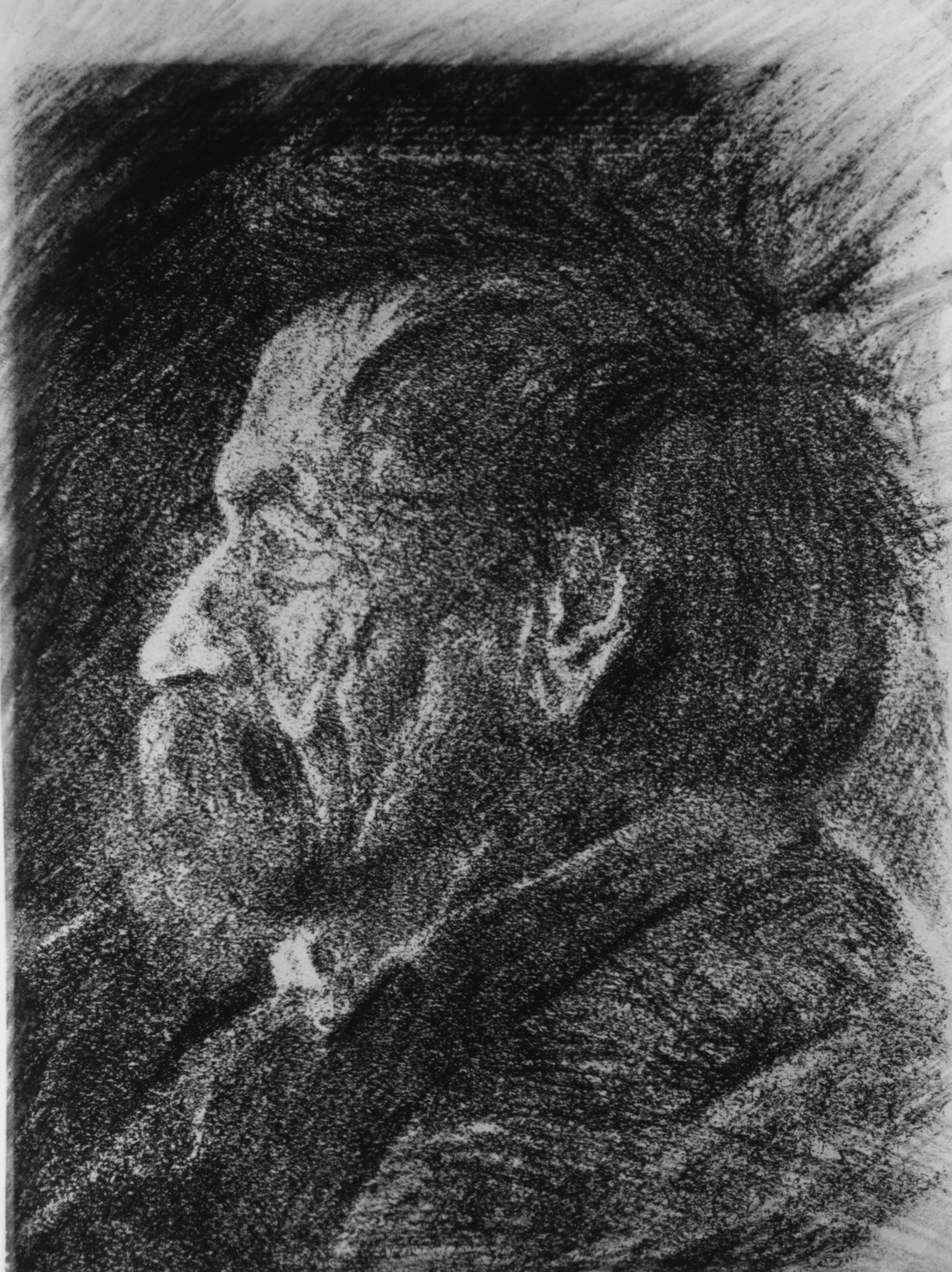
Head of an Old Man (kring 1905), pennteckning, 28.6 x 22.2 cm, Metropolitan Museum of Art.
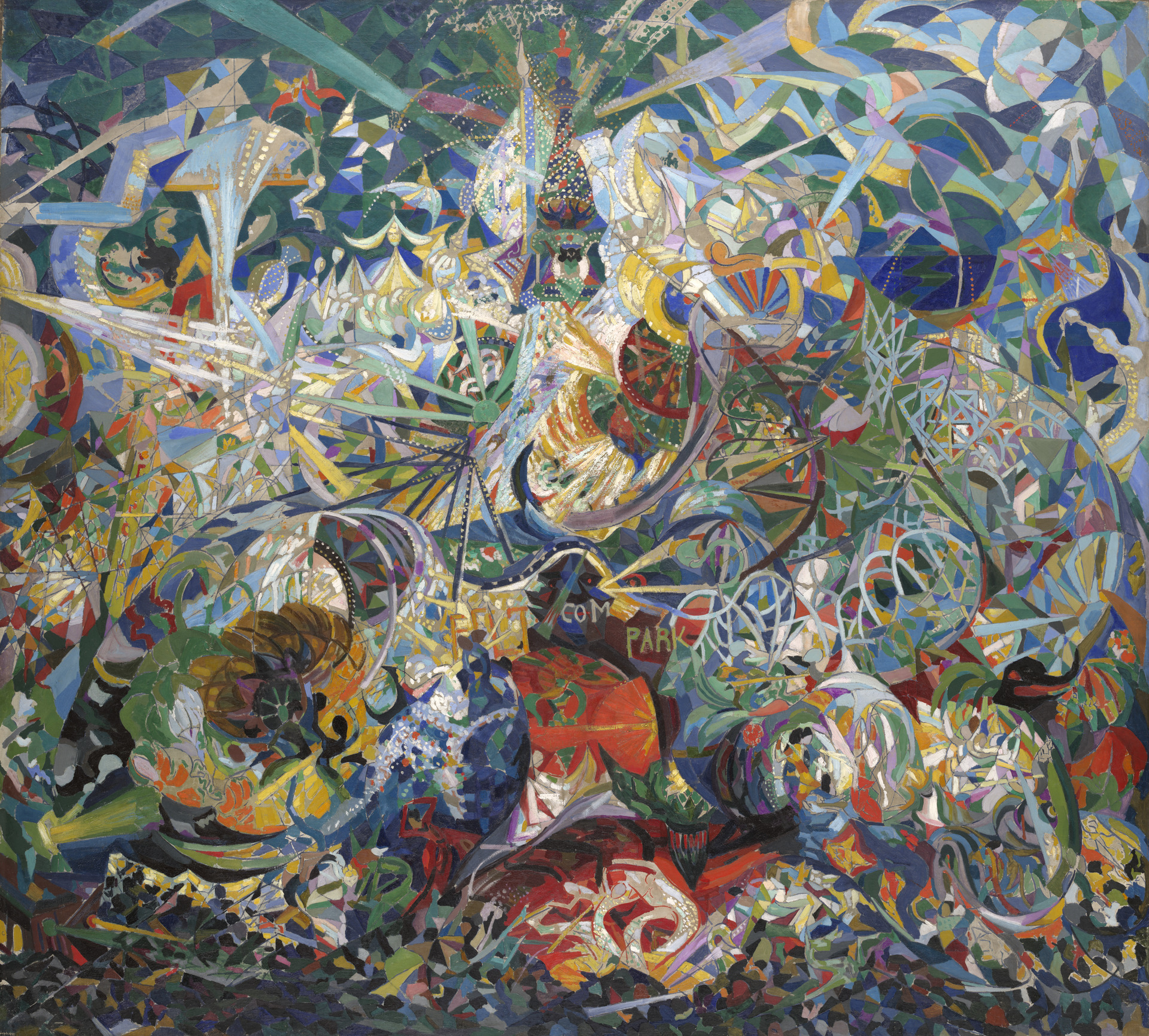
Battle of Lights, Coney Island, Mardi Gras (1913–1914), olja på duk, 195.6 × 215.3 cm, Yale University Art Gallery.
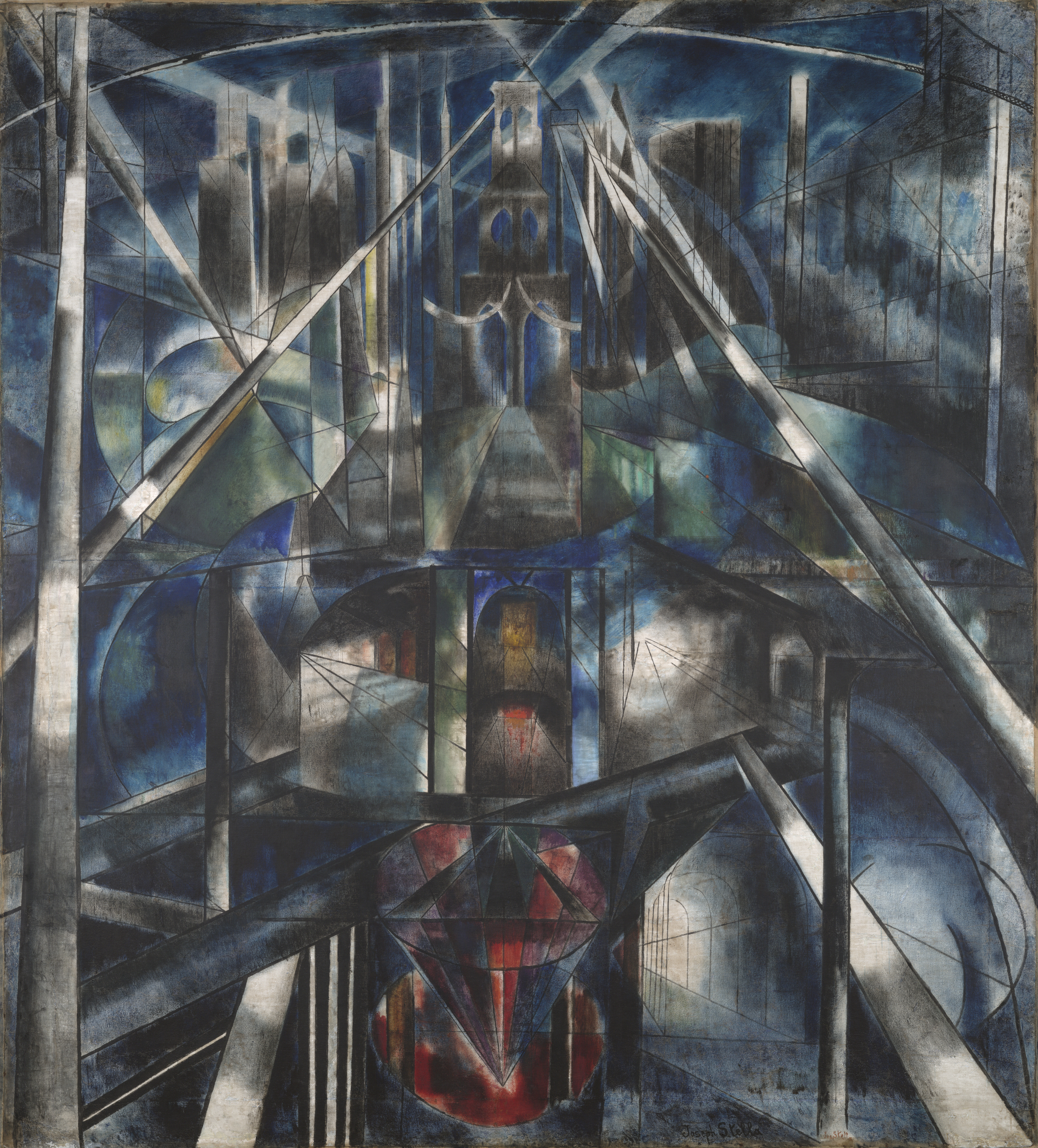
Brooklyn Bridge (1919-1920), olja på duk, 215.3 x 194.6 cm, Yale University Art Gallery.
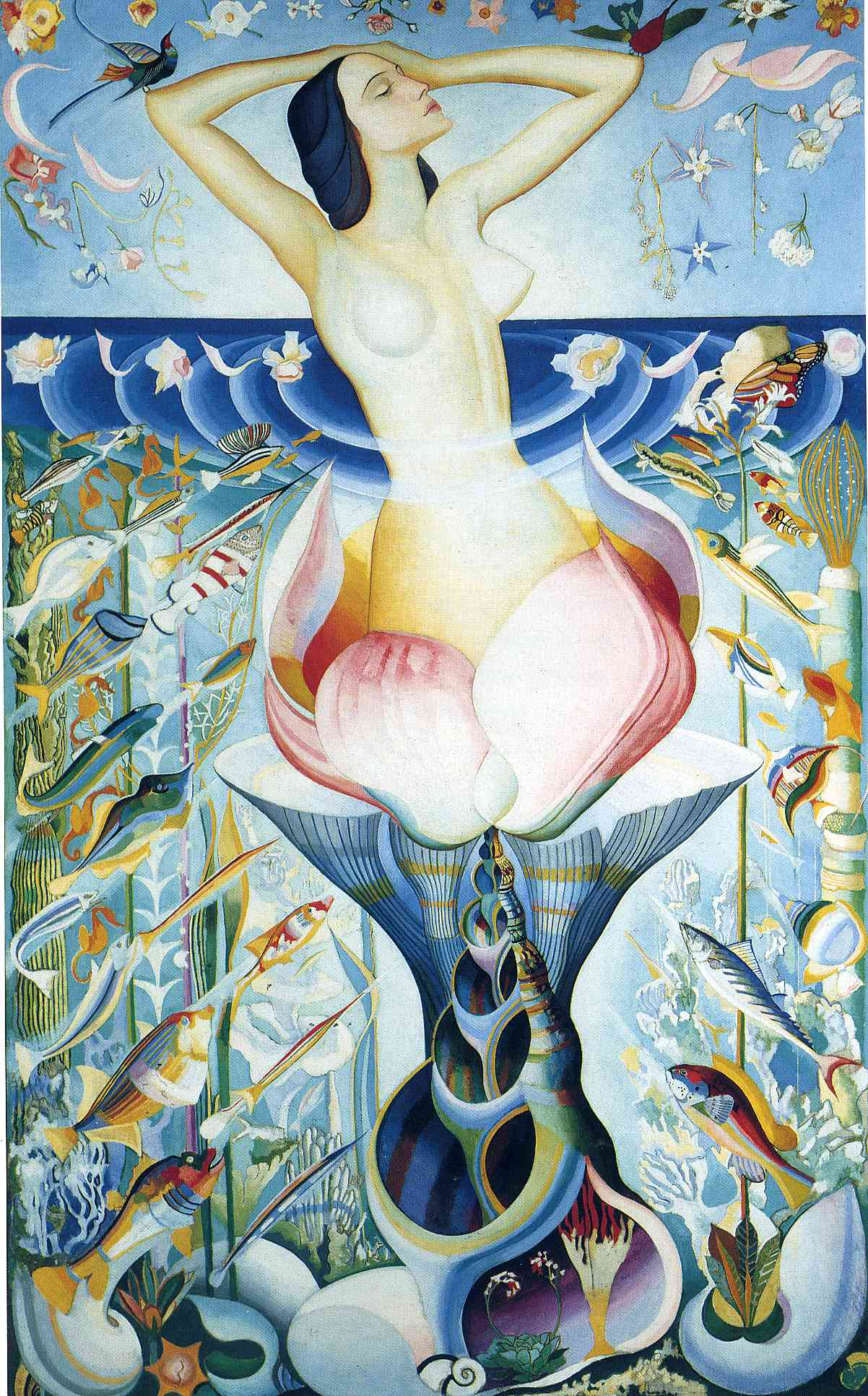
The Birth of Venus (1922), olja på duk, 215.9 × 134.6 cm, privat ägo.
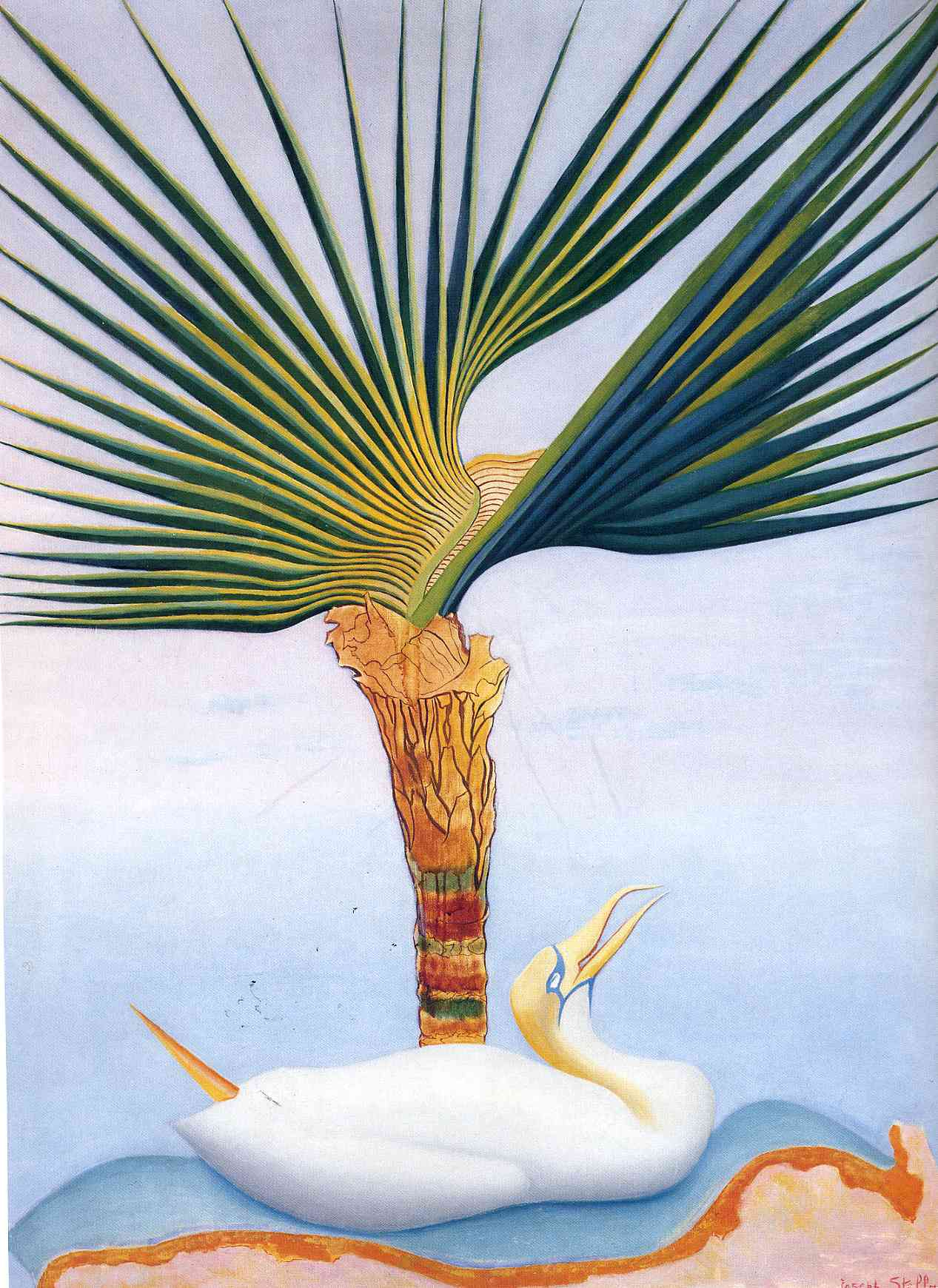
Palm Tree and Bird (1928), olja på duk.
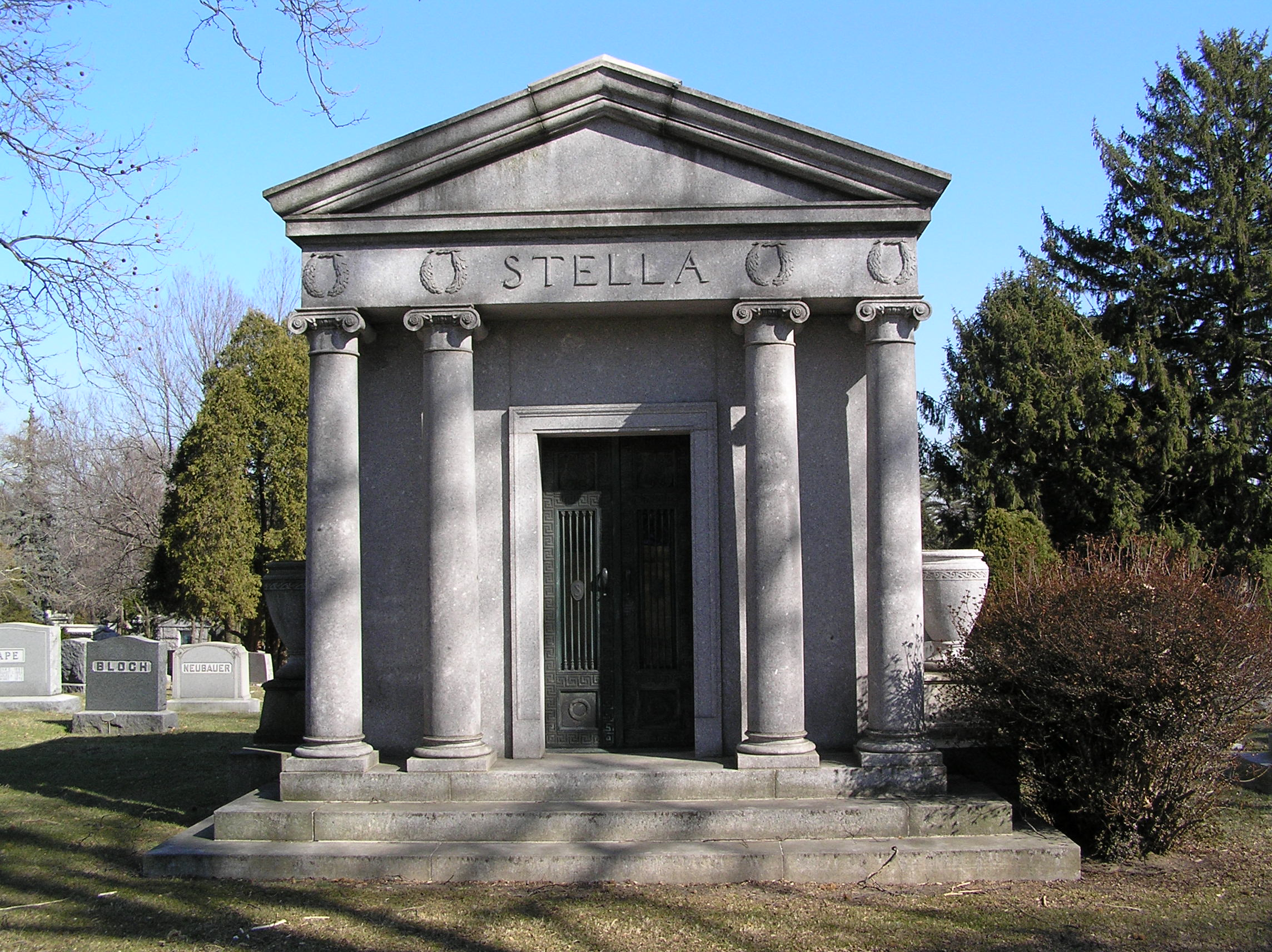
Mausoleum för Joseph Stella på Woodlawn Cemetery i Bronx, New York.